# Pteropurpura trialata
Pteropurpura trialata là một loài ốc biển săn mồi, là động vật thân mềm chân bụng sống ở biển thuộc họ Muricidae, họ ốc gai.

## Hình ảnh

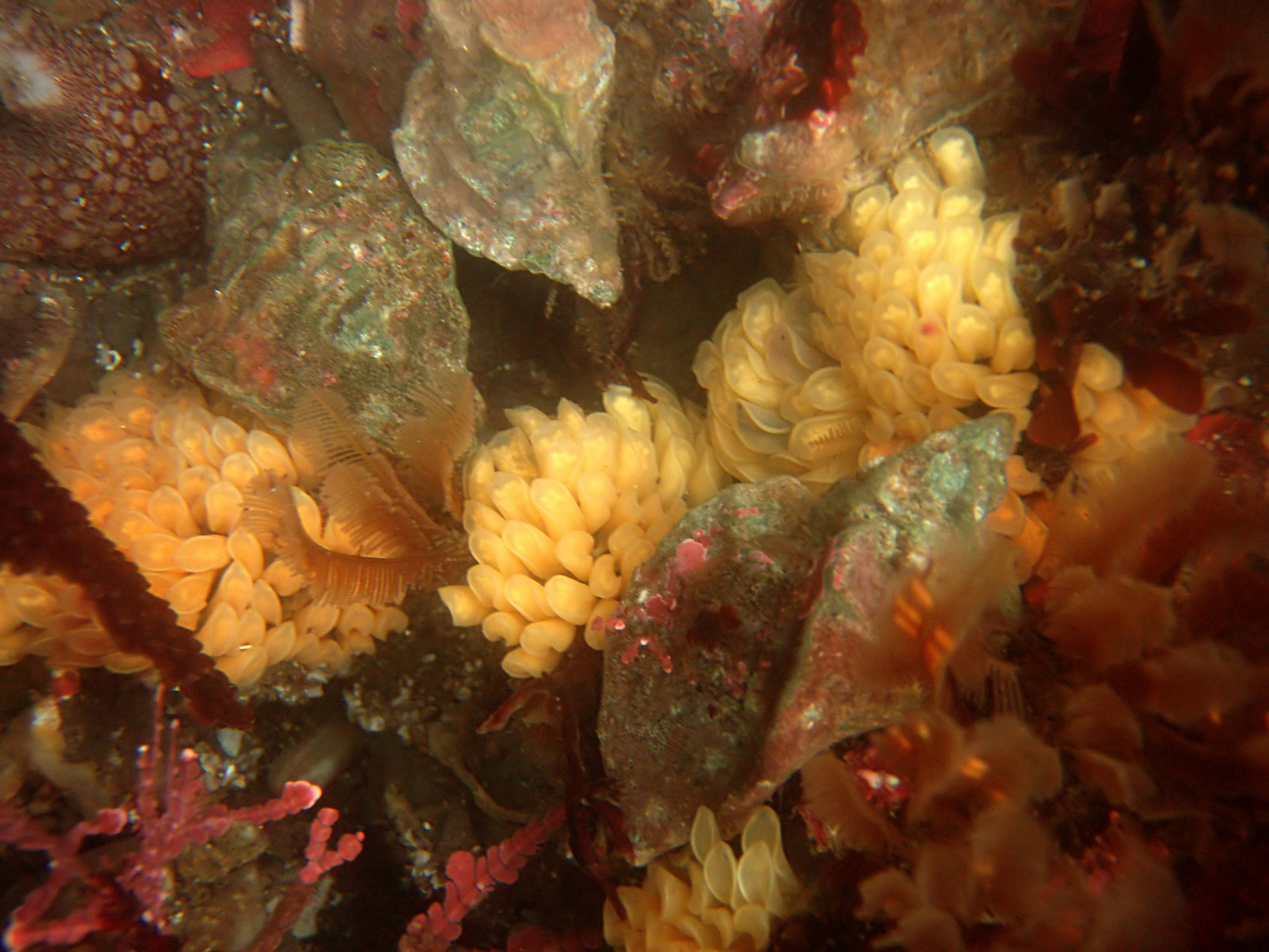
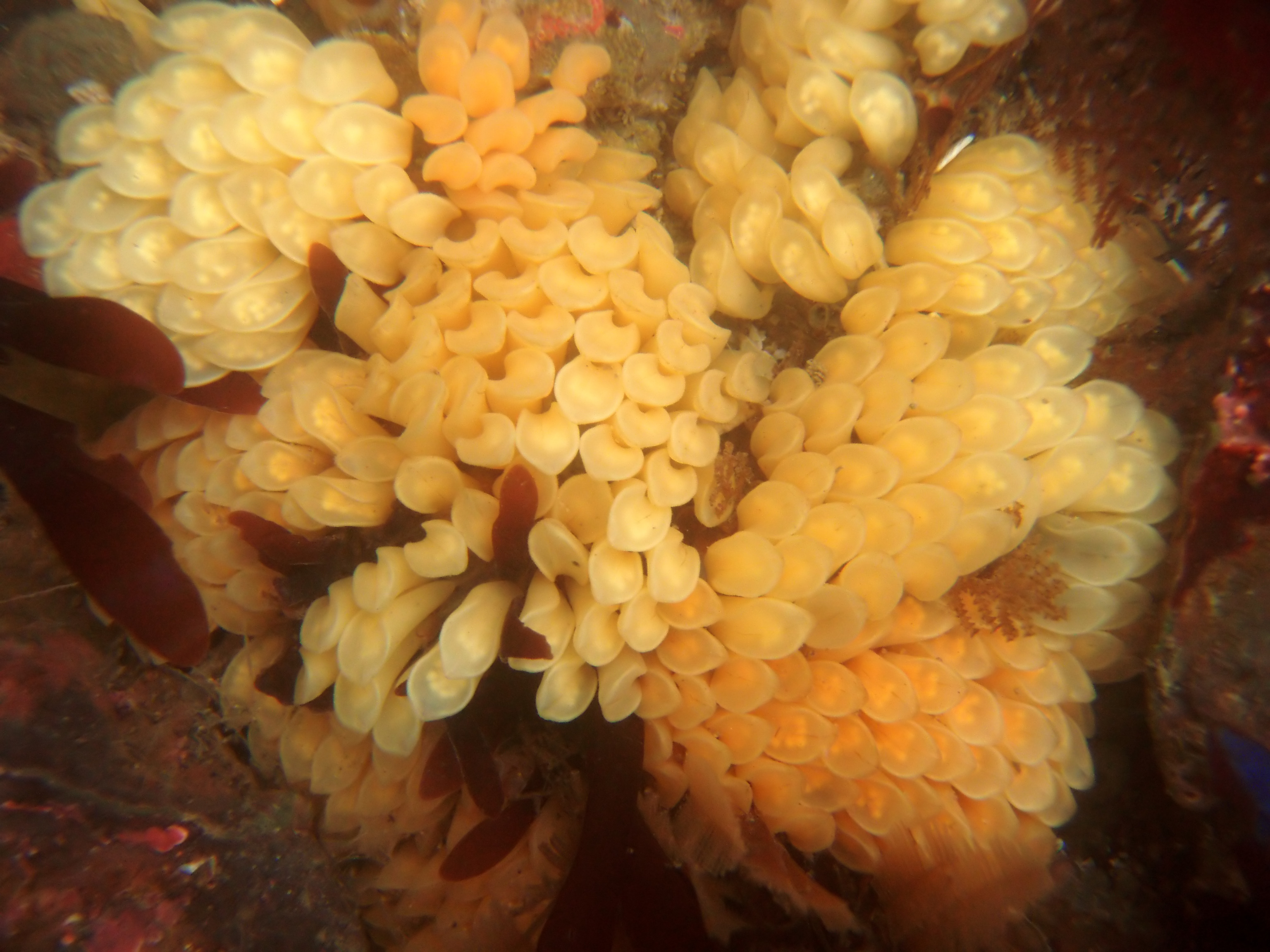
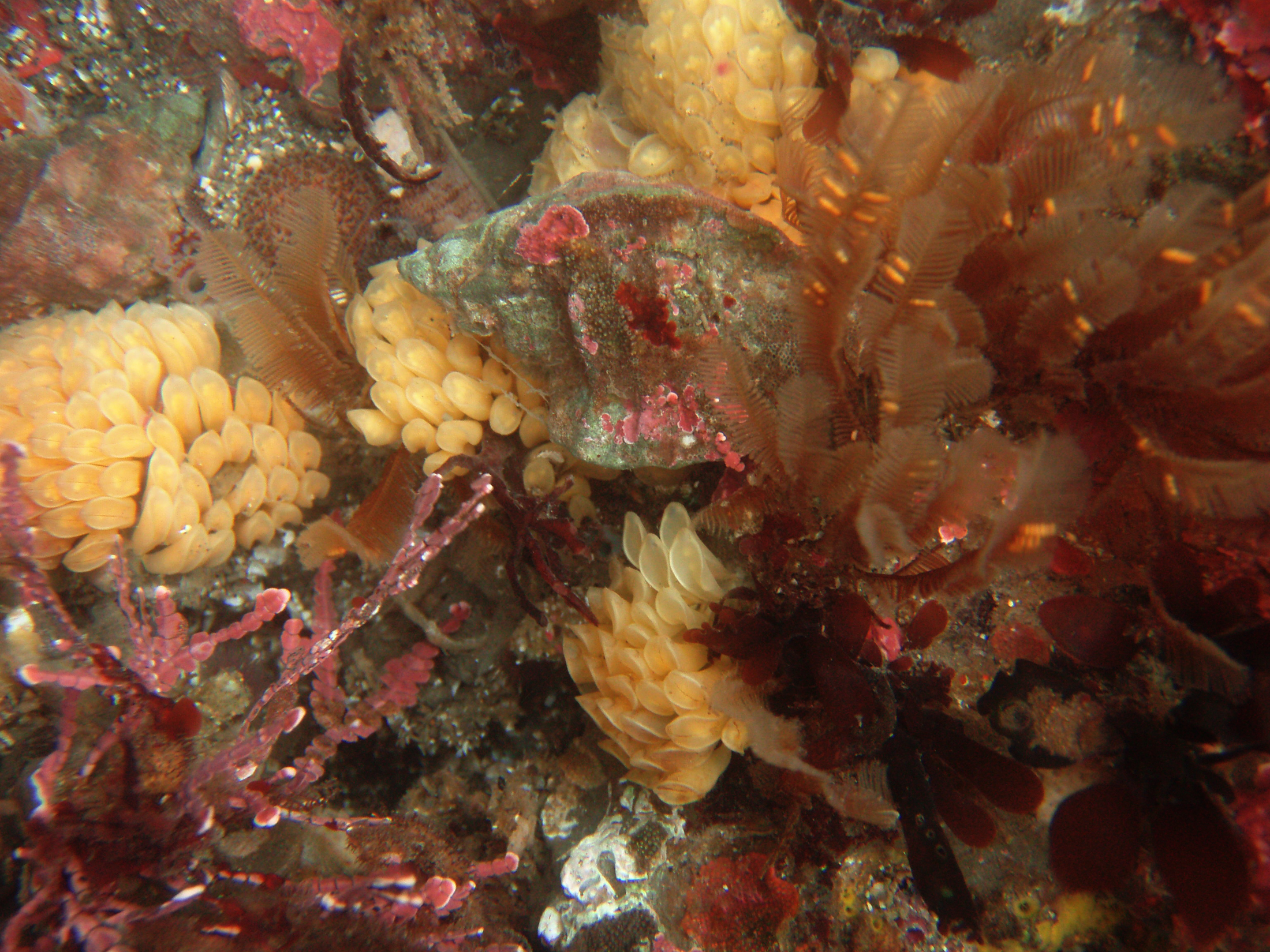
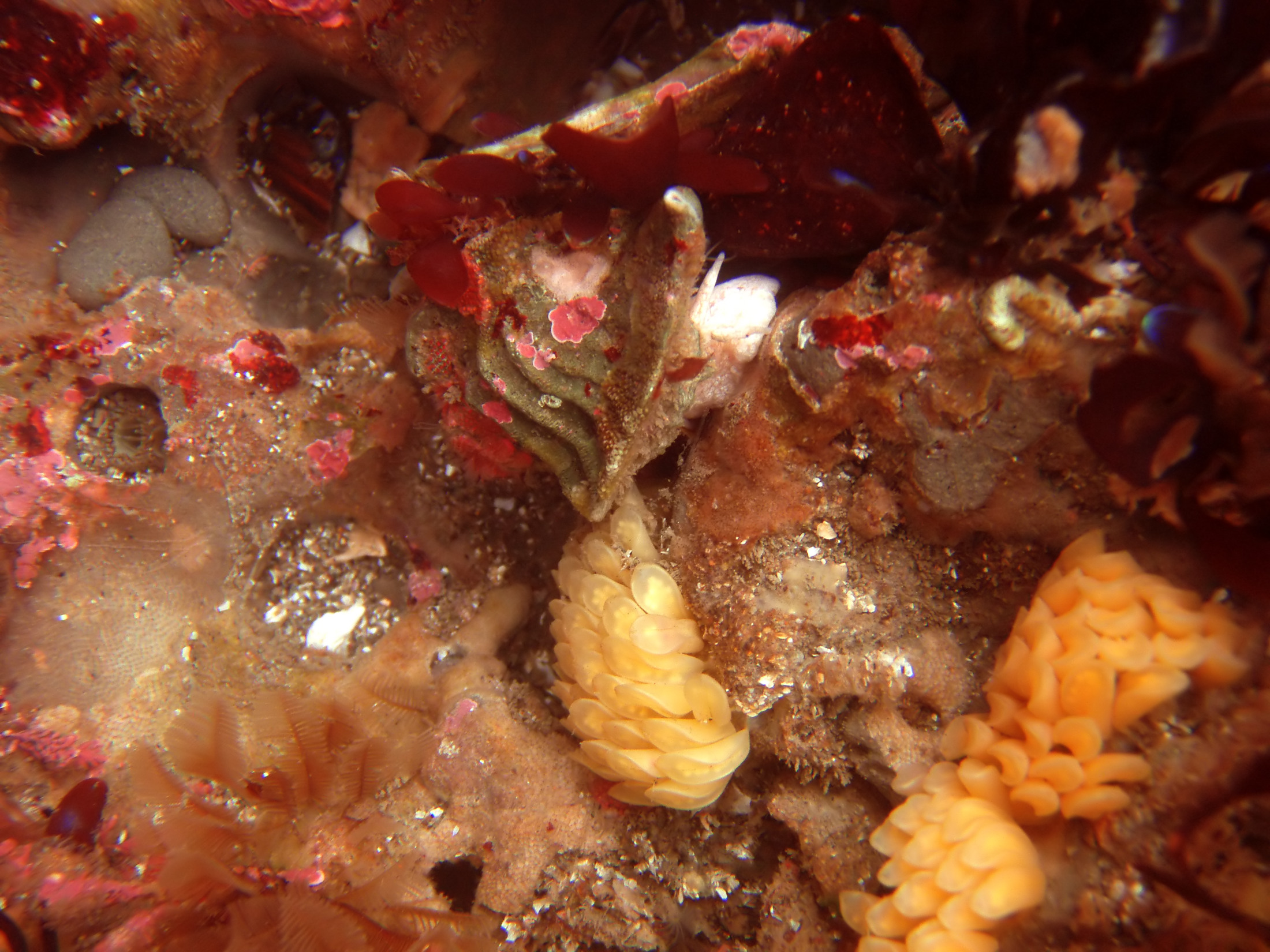